# ジェームス・ドブソン

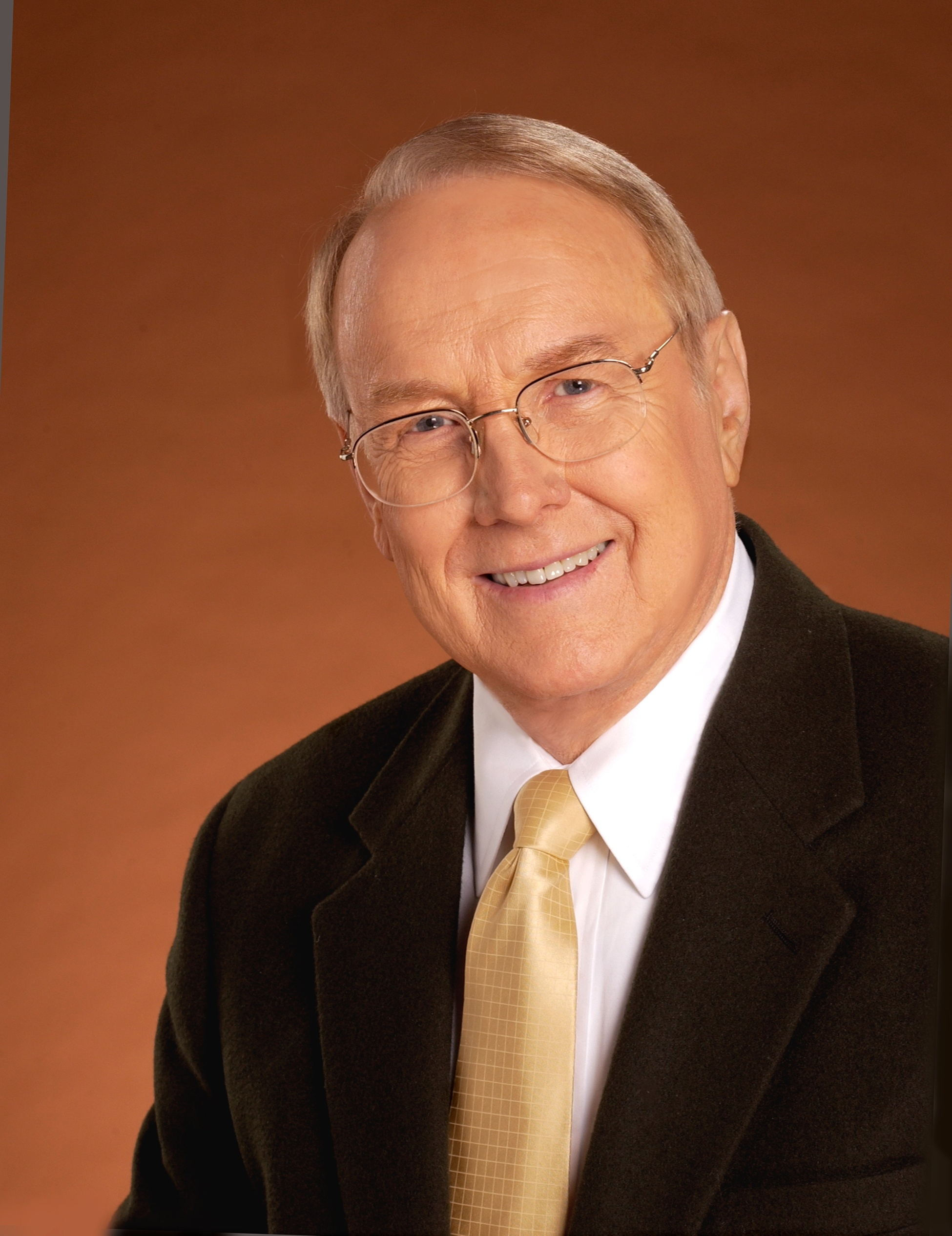
ジェームス・ドブソン

ジェームス・ドブソン、（James Clayton "Jim" Dobson、1936年4月21日 - ）は、アメリカの福音派クリスチャン指導者であり、1977年に彼が創立したフォーカス・オン・ザ・ファミリーの代表である。164か国の2億2000万人以上の聴衆が彼のラジオ放送に毎日耳を傾けたといわれる。
彼は福音主義のキリスト者として、神学的、政治的に保守的な立場である。タイム誌は「最も影響力のある福音派の指導者」と呼んだ。またSlateは、彼を福音主義者ビリー・グラハム、ジェリー・ファルエル、パット・ロバートソンの後継者と呼んだ。
1989年1月24日には処刑直前にシリアル・キラーのテッド・バンディを訪問した。
2009年11月、人間の生命の神聖、結婚の尊厳、良心と信仰の自由を呼びかけるマンハッタン宣言に署名。

## 著書
- 『子どもを愛する親のために』ファミリー・フォーラム・ジャパン
- 『新・思い切ってしつけましょう』ファミリー・フォーラム・ジャパン
- 『苦難の時にも』ファミリー・フォーラム・ジャパン
- 『劣等感からの解放』ファミリー・フォーラム・ジャパン
- 『家族のために』ファミリー・フォーラム・ジャパン
- 『男の子を育てる』ファミリー・フォーラム・ジャパン